# La zia di Frankenstein
La zia di Frankenstein (Teta) è una miniserie televisiva internazionale in 7 puntate trasmesse per la prima volta nel 1987. Si basa su un romanzo di Allan Rune Petterson.
È una miniserie comica incentrata sulle vicende nel castello di Frankenstein.

## Personaggi e interpreti
- Hannah von Frankenstein (7 episodi, 1987), interpretata da Viveca Lindfors.
- Max (7 episodi, 1987), interpretato da Martin Hreben.
- Albert (7 episodi, 1987), interpretato da Gerhard Karzel.
- Klara (7 episodi, 1987), interpretata da Barbara De Rossi.
- Igor (7 episodi, 1987), interpretato da Jacques Herlin.
- Elisabeth Bathory (7 episodi, 1987), interpretata da Mercedes Sampietro.
- Conte Dracula (7 episodi, 1987), interpretato da Ferdy Mayne.
- Talbot il lupo mannaro (7 episodi, 1987), interpretato da Flavio Bucci.
- Alois - Water Spirit (7 episodi, 1987), interpretato da Eddie Constantine.
- Hufschmied (7 episodi, 1987), interpretato da Andrej Hryc.
- Hans (7 episodi, 1987), interpretato da Roman Skamene.
- Narratore (6 episodi, 1987), interpretato da Karol Machata.
- Mrs. Karch (5 episodi, 1987), interpretata da Marie Drahokoupilová.
- Bertha (5 episodi, 1987), interpretata da Gail Gatterburg.
- Henry Frankenstein (4 episodi, 1987), interpretato da Bolek Polívka.

## Produzione
La miniserie fu una coproduzione di vari paesi europei. Le musiche furono composte da Guido De Angelis e Maurizio De Angelis.

### Sceneggiatori
Tra gli sceneggiatori della miniserie sono accreditati:
- Jaroslav Dietl in 7 episodi (1987)
- Joachim Hammann in 7 episodi (1987)
- Juraj Jakubisko in 7 episodi (1987)
- Alan Rune Pettersson in 7 episodi (1987)
- Mary Shelley in 7 episodi (1987)
- Bram Stoker in 7 episodi (1987)

## Distribuzione
La miniserie fu trasmessa dal 1º febbraio 1987 al 22 marzo 1987. In Italia è stata trasmessa con il titolo La zia di Frankenstein.
Alcune delle uscite internazionali sono state:
- in Germania Ovest (Frankensteins Tante)
- in Francia (La tante de Frankenstein)
- in Spagna (La tia de Frankenstein o Los monstruos de Transilvania)
- in Italia (La zia di Frankenstein)